# Elateroidea
Super-famille
Elateroidea désigne une super-famille d'insectes coléoptères comprenant notamment les familles des Elateridae, des Lampyridae et des Cantharidae.
Certaines familles sont plus proches entre elles. Ainsi, les Elateridae sont proches des Anischiidae, des Cerophytidae, des Eucnemidae et des Throscidae. Quant à eux, les Lampyridae sont proches des Drilidae, des Omalisidae, des Phengodidae (comprenant les Telegeusidae) et des Rhagophthalmidae. Les membres de ces familles sont d'ailleurs bioluminescents (au moins au stade de larve). Plusieurs espèces ont des femelles larviformes, bien que cela soit également observé dans quelques autres familles de cette super-famille.
L'inclusion et les liens de certaines familles telles les Podabrocephalidae, Rhagophthalmidae et Rhinorhipidae, ne sont pas bien compris.

## Liste des familles, sous-familles, genres, espèces, sous-espèces et non-classés
Selon Catalogue of Life (22 août 2014) :
- famille Artematopodidae
- famille Brachypsectridae
- famille Cantharidae
- famille Cerophytidae
- famille Elateridae
- famille Eucnemidae
- famille Lampyridae
- famille Lycidae
- famille Omethidae
- famille Phengodidae
- famille Rhagophthalmidae
- famille Telegeusidae
- famille Throscidae

Selon ITIS (22 août 2014) :
- famille Artematopodidae Lacordaire, 1857
- famille Brachypsectridae LeConte & Horn, 1883
- famille Cantharidae Imhoff, 1856
- famille Cerophytidae Latreille, 1834
- famille Drilidae Blanchard, 1845
- famille Elateridae Leach, 1815
- famille Eucnemidae Eschscholtz, 1829
- famille Lampyridae Latreille, 1817
- famille Lycidae Laporte, 1836
- famille Omalisidae Lacordaire, 1857
- famille Omethidae LeConte, 1861
- famille Phengodidae LeConte, 1861
- famille Plastoceridae Crowson, 1972
- famille Rhagophthalmidae Olivier, 1907
- famille Telegeusidae Leng, 1920
- famille Throscidae Laporte, 1840

Selon NCBI (22 août 2014) :
- famille Anischiidae
  - genre Anischia
    - Anischia bicolor
- famille Artematopodidae
  - genre Eurypogon
    - Eurypogon brevipennis
    - Eurypogon hisamatsui
    - Eurypogon japonicus
- famille Cantharidae
  - sous-famille Cantharinae
    - genre Asiopodabrus
      - Asiopodabrus asperipunctatus
      - Asiopodabrus circumangulatus
      - Asiopodabrus fragiliformis
      - Asiopodabrus pseudolictrius
      - Asiopodabrus takaii

    - genre Athemus
      - Athemus insulsus
      - Athemus suturellus
        - sous-espèce Athemus suturellus suturellus

    - genre Cantharis
      - Cantharis decipiens
      - Cantharis flavilabris
      - Cantharis fusca
      - Cantharis lateralis
      - Cantharis livida
      - Cantharis pallida
      - Cantharis pellucida
      - Cantharis plagiata
      - Cantharis rufa
      - Cantharis rustica

    - genre Cratosilis
      - Cratosilis sicula

    - genre Habronychus
      - Habronychus providus

    - genre Hatchiana
      - Hatchiana abei
      - Hatchiana glochidiatus
      - Hatchiana heydeni
      - Hatchiana jirisanensis
      - Hatchiana kyushuensis
      - Hatchiana rosinae

    - genre Lycocerus
      - Lycocerus adusticollis
      - Lycocerus aegrotus
      - Lycocerus insulsus
      - Lycocerus ishiharai
      - Lycocerus japonicus
      - Lycocerus oedemeroides
      - Lycocerus suturellus
        - sous-espèce Lycocerus suturellus suturellus

      - Lycocerus vitellinus

    - genre Metacantharis
      - Metacantharis haemorrhoidalis

    - genre Micropodabrus
      - Micropodabrus yayeyamanus

    - genre Podabrus
      - Podabrus dilaticollis
      - Podabrus fragilis
      - Podabrus kiiensis
      - Podabrus kurbatovi
      - Podabrus oreumsensis
      - Podabrus temporalis

    - genre Prothemus
      - Prothemus ciusianus
      - Prothemus ryukyuanus

    - genre Rhagonycha
      - Rhagonycha fulva
      - Rhagonycha lignosa
      - Rhagonycha nigriceps
      - Rhagonycha testacea

    - genre Stenothemus
      - Stenothemus badius

    - genre Themus
      - Themus cyanipennis
      - Themus episcopalis

    - non-classé Unclassified Cantharinae

  - sous-famille Chauliognathinae
    - genre Chauliognathus
      - Chauliognathus expansus
      - Chauliognathus fallax
      - Chauliognathus flavipes
      - Chauliognathus lineatus
      - Chauliognathus lugubris
      - Chauliognathus morios
      - Chauliognathus octamaculatus
      - Chauliognathus opacus
      - Chauliognathus pennsylvanicus
      - Chauliognathus riograndensis
      - Chauliognathus tetrapunctatus

    - genre Ichthyurus
    - genre Microichthyurus
      - Microichthyurus minutulus

    - genre Trypherus
      - Trypherus mutilatus
      - Trypherus niponicus

    - non-classé Unclassified Chauliognathinae

  - sous-famille Malthininae
    - genre Falsomalthinus
      - Falsomalthinus malayensis

    - genre Inmalthodes
    - genre Malthinus
      - Malthinus balteatus
      - Malthinus flaveolus
      - Malthinus frontalis
      - Malthinus humeralis
      - Malthinus mucoreus
      - Malthinus nakanei
      - Malthinus quadratipennis

    - genre Malthodes
      - Malthodes crassicornis
      - Malthodes fuscus
      - Malthodes longipygus
      - Malthodes marginatus
      - Malthodes minimus
      - Malthodes pumilus
      - Malthodes simplipygus

    - genre Maltypus
      - Maltypus ryukyuanus

    - non-classé Unclassified Malthininae

  - sous-famille Silinae
    - genre Asiosilis
    - genre Crudosilis
      - Crudosilis ruficollis

    - genre Laemoglyptus
      - Laemoglyptus iriomotoensis

    - genre Polemiosilis
    - non-classé Unclassified Silinae
- famille Cerophytidae
  - genre Cerophytum
    - Cerophytum elateroides

  - genre Phytocerum
- famille Drilidae
  - genre Drilus
    - Drilus concolor
    - Drilus flavescens

  - genre Pseudeuanoma
  - genre Selasia
- famille Elateridae
  - sous-famille Agrypninae
    - genre Adelocera
      - Adelocera difficilis
      - Adelocera tumens

    - genre Aeoloderma
      - Aeoloderma brachmana

    - genre Aeolus
      - Aeolus mellillus

    - genre Agrypnus
      - Agrypnus acuminipennis
      - Agrypnus argillaceus
      - Agrypnus binodulus
        - sous-espèce Agrypnus binodulus binodulus
        - sous-espèce Agrypnus binodulus coreanus

      - Agrypnus bipapulatus
      - Agrypnus fuliginosus
      - Agrypnus gypsatus
      - Agrypnus herzi
      - Agrypnus judex
      - Agrypnus kawamurae
      - Agrypnus montanus
      - Agrypnus murinus
      - Agrypnus musculus
      - Agrypnus scrofa
        - sous-espèce Agrypnus scrofa scrofa

      - Agrypnus sinensis

    - genre Alaus
      - Alaus myops
      - Alaus oculatus

    - genre Chalcolepidius
    - genre Conoderus
      - Conoderus lividus
      - Conoderus tonkinensis

    - genre Cryptalaus
      - Cryptalaus berus
      - Cryptalaus larvatus
        - sous-espèce Cryptalaus larvatus pini

      - Cryptalaus sculptus
      - Cryptalaus sordidus

    - genre Danosoma
      - Danosoma fasciatum

    - genre Drasterius
      - Drasterius agnatus
      - Drasterius bimaculatus

    - genre Fulgeochlizus
      - Fulgeochlizus bruchi

    - genre Hapsodrilus
      - Hapsodrilus ignifer

    - genre Heteroderes
      - Heteroderes albicans
      - Heteroderes changi
      - Heteroderes macroderes

    - genre Lacon
      - Lacon conspersus
      - Lacon rotundicollis

    - genre Lanelater
    - genre Malacogaster
      - Malacogaster passerinii

    - genre Meristhus
      - Meristhus niponensis

    - genre Phanophorus
      - Phanophorus perspicax

    - genre Photophorus
      - Photophorus jansonii

    - genre Platycrepidius
    - genre Prodrasterius
      - Prodrasterius agnatus
      - Prodrasterius brahminus

    - genre Pyrearinus
      - Pyrearinus termitilluminans

    - genre Pyrophorus
      - Pyrophorus angustus
        - sous-espèce Pyrophorus angustus luscus

      - Pyrophorus clarus
      - Pyrophorus divergens
      - Pyrophorus mellifluus
      - Pyrophorus noctilucus
      - Pyrophorus pisticus
      - Pyrophorus plagiophthalamus

    - genre Rismethus
      - Rismethus ryukyuensis

    - genre Tetrigus
      - Tetrigus cyprius
      - Tetrigus lewisi

  - sous-famille Cardiophorinae
    - genre Cardiophorus
      - Cardiophorus erichsoni
      - Cardiophorus niponicus
      - Cardiophorus pinguis
      - Cardiophorus ruficollis

    - genre Dicronychus
      - Dicronychus cinereus
      - Dicronychus extractus
      - Dicronychus rubripes

    - genre Displatynychus
      - Displatynychus adjutor

    - genre Paracardiophorus
      - Paracardiophorus nakanei
        - sous-espèce Paracardiophorus nakanei hondoensis

      - Paracardiophorus subaeneus

    - genre Phorocardius
      - Phorocardius comptus
      - Phorocardius unguicularis

    - genre Platynychus
      - Platynychus nothus

    - genre Ryukyucardiophorus
      - Ryukyucardiophorus loochooensis

  - sous-famille Cebrioninae
    - genre Cebrio
    - genre Diplophoenicus

  - sous-famille Dendrometrinae
    - genre Aplotarsus
      - Aplotarsus imperceptus
      - Aplotarsus incanus

    - genre Calamboganus
      - Calamboganus abscondidus

    - genre Calambus
      - Calambus bipustulatus

    - genre Cidnopus
      - Cidnopus koltzei
      - Cidnopus pilosus

    - genre Diacanthus
      - Diacanthous undulatus

    - genre Hypoganomorphus
      - Hypoganomorphus laevicollis

    - genre Liotrichus
      - Liotrichus ligneus
      - Liotrichus selectus

    - genre Megathous
      - Megathous dauricus

    - genre Ohirathous
      - Ohirathous nantouensis

    - genre Paraphotistus
      - Paraphotistus impressus
        - sous-espèce Paraphotistus impressus sachalinensis

    - genre Penia
    - genre Pheletes
      - Pheletes quercus

    - genre Platiana
    - genre Poemnites
      - Poemnites katalinbodorae

    - genre Prosternon
      - Prosternon aurichalceum
      - Prosternon sericeum
      - Prosternon tessellatum

    - genre Pseudanostirus
      - Pseudanostirus ecarinatus
      - Pseudanostirus nigricollis
      - Pseudanostirus pudicus

    - genre Scutellathous
      - Scutellathous comes
      - Scutellathous porrecticollis

    - genre Senodonia
      - Senodonia quadricollis
      - Senodonia sculpticollis

    - genre Stenagostus
      - Stenagostus rhombeus
      - Stenagostus umbratilis

    - genre Yukara
      - Yukara inornata

  - sous-famille Denticollinae
    - genre Acteniceromorphus
      - Acteniceromorphus ferrugineipennis
      - Acteniceromorphus kurofunei

    - genre Actenicerus
      - Actenicerus aerosus
      - Actenicerus alternatus
      - Actenicerus athoides
      - Actenicerus giganteus
      - Actenicerus infirmus
      - Actenicerus kiashianus
      - Actenicerus kidonoi
      - Actenicerus naomii
      - Actenicerus odaisanus
      - Actenicerus orientalis
      - Actenicerus pruinosus
      - Actenicerus siaelandicus
      - Actenicerus suzukii
        - sous-espèce Actenicerus suzukii suzukii

      - Actenicerus yamashiro

    - genre Amychus
      - Amychus candezei
      - Amychus granulatus
      - Amychus manawatawhi

    - genre Anostirus
      - Anostirus castaneus
      - Anostirus daimio
      - Anostirus purpureus
      - Anostirus turkestanicus

    - genre Ascoliocerus
      - Ascoliocerus fluviatilis
      - Ascoliocerus sanborni
      - Ascoliocerus saxatilis
        - sous-espèce Ascoliocerus saxatilis saxatilis

    - genre Athous
      - Athous bicolor
      - Athous haemorrhoidalis
      - Athous puncticollis
      - Athous rufiventris
      - Athous sierrae
        - sous-espèce Athous sierrae varius

      - Athous subfuscus
      - Athous vittatus

    - genre Athousius
      - Athousius wudanganus

    - genre Corymbitodes
      - Corymbitodes gratus
      - Corymbitodes rubripennis

    - genre Denticollis
      - Denticollis davidis
      - Denticollis linearis
      - Denticollis nigricollis
        - sous-espèce Denticollis nigricollis subsp. 1 TH-2014

      - Denticollis nipponensis
        - sous-espèce Denticollis nipponensis nipponensis

    - genre Hemicrepidius
      - Hemicrepidius brevicollis
      - Hemicrepidius chinensis
      - Hemicrepidius coreanus
      - Hemicrepidius desertor
        - sous-espèce Hemicrepidius desertor desertor

      - Hemicrepidius guizhouensis
      - Hemicrepidius hirtus
      - Hemicrepidius memnonius
      - Hemicrepidius niger
      - Hemicrepidius oblongus
      - Hemicrepidius secessus
        - sous-espèce Hemicrepidius secessus hallaensis
        - sous-espèce Hemicrepidius secessus secessus

      - Hemicrepidius sinuatus
        - sous-espèce Hemicrepidius sinuatus sinuatus

      - Hemicrepidius subcyaneus
      - Hemicrepidius variabilis
      - Hemicrepidius (Miwacrepidius) sp. HP-2013

    - genre Homotechnes
      - Homotechnes brunneofuscus
      - Homotechnes corymbitoides
      - Homotechnes motschulskyi

    - genre Hypolithus
      - Hypolithus littoralis
        - sous-espèce Hypolithus littoralis convexus

    - genre Limoniscus
      - Limoniscus kraatzi
        - sous-espèce Limoniscus kraatzi kraatzi

      - Limoniscus kraazi
      - Limoniscus niponensis
      - Limoniscus vittatus

    - genre Limonius
      - Limonius aeger
      - Limonius agonus
      - Limonius californicus
      - Limonius canus
      - Limonius ectypus
      - Limonius eximius
      - Limonius infuscatus
      - Limonius minutus
      - Limonius scutellaris

    - genre Medakathous
      - Medakathous jactatus
        - sous-espèce Medakathous jactatus jactatus

    - genre Mucromorphus
      - Mucromorphus miwai
        - sous-espèce Mucromorphus miwai miwai

    - genre Neopristilophus
      - Neopristilophus insitivus
      - Neopristilophus serrifer
        - sous-espèce Neopristilophus serrifer serrifer

    - genre Nothodes
      - Nothodes marginicollis
      - Nothodes parvulus

    - genre Parapenia
      - Parapenia taiwana

    - genre Pristilophus
      - Pristilophus vagepictus

    - genre Pseudocsikia
    - genre Selatosomus
      - Selatosomus aeneomicans
      - Selatosomus aeneus
      - Selatosomus aeripennis
      - Selatosomus albipubens
      - Selatosomus callidus
      - Selatosomus coreanus
      - Selatosomus cruciatus
      - Selatosomus destructor
      - Selatosomus glaucus
      - Selatosomus grandis
      - Selatosomus gravidus
      - Selatosomus melancholicus
      - Selatosomus pruininus
      - Selatosomus puerilis
      - Selatosomus semimetallicus

  - sous-famille Elaterinae
    - genre Abelater
      - Abelater pulcherus

    - genre Adrastus
      - Adrastus rachifer

    - genre Agriotes
      - Agriotes acuminatus
      - Agriotes aequalis
      - Agriotes angustatus
      - Agriotes brevis
      - Agriotes criddlei
      - Agriotes fuscicollis
      - Agriotes gallicus
      - Agriotes gurgistanus
      - Agriotes infuscatus
      - Agriotes koltzei
      - Agriotes lineatus
      - Agriotes litigiosus
      - Agriotes mancus
      - Agriotes obscurus
      - Agriotes ogurae
        - sous-espèce Agriotes ogurae ogurae

      - Agriotes pallidulus
      - Agriotes paludum
      - Agriotes pilosellus
      - Agriotes proximus
      - Agriotes rufipalpis
      - Agriotes sericatus
      - Agriotes sordidus
      - Agriotes sputator
      - Agriotes stabilis
      - Agriotes subvittatus
      - Agriotes tonkinensis
      - Agriotes ustulatus

    - genre Ampedus
      - Ampedus balteatus
      - Ampedus basalis
      - Ampedus hypogastricus
        - sous-espèce Ampedus hypogastricus hypogastricus

      - Ampedus nigerrimus
      - Ampedus nigrinus
      - Ampedus nigroflavus
      - Ampedus optabilis
        - sous-espèce Ampedus optabilis optabilis

      - Ampedus quebecensis
      - Ampedus rufipennis
      - Ampedus sanguinolentus
      - Ampedus sinuatus
      - Ampedus subcostatus
      - Ampedus tristis

    - genre Anchastelater
      - Anchastelater shaanxiensis

    - genre Anchastus
    - genre Anoplischius
    - genre Chiagosnius
      - Chiagosnius obscuripes
      - Chiagosnius suturalis
        - sous-espèce Chiagosnius suturalis maculicollis

      - Chiagosnius vittiger

    - genre Ctenicera
      - Ctenicera aeripennis
      - Ctenicera cuprea
      - Ctenicera mediana
      - Ctenicera pectinicornis
      - Ctenicera pruininus

    - genre Dalopius
      - Dalopius exilis
      - Dalopius naomii

    - genre Dolerosomus
      - Dolerosomus gracilis

    - genre Ectamenogonus
      - Ectamenogonus plebejus

    - genre Ectinoides
      - Ectinoides insignitus

    - genre Ectinus
      - Ectinus aterrimus
      - Ectinus hidaensis
      - Ectinus insidiosus
      - Ectinus sericeus
        - sous-espèce Ectinus sericeus sericeus

      - Ectinus tamnaensis

    - genre Elater
      - Elater ferrugineus
      - Elater ruficollis
      - Elater solskyi

    - genre Gamepenthes
      - Gamepenthes versipellis

    - genre Glyphonyx
      - Glyphonyx bicolor
        - sous-espèce Glyphonyx bicolor bicolor

      - Glyphonyx illepidius
      - Glyphonyx longipennis
      - Glyphonyx rubricollis

    - genre Haterumelater
      - Haterumelater bicarinatus
        - sous-espèce Haterumelater bicarinatus bicarinatus

    - genre Idolus
      - Idolus adrastoides

    - genre Lanecarus
      - Lanecarus modestus

    - genre Megapenthes
      - Megapenthes angularis

    - genre Mulsanteus
      - Mulsanteus junior
        - sous-espèce Mulsanteus junior junior

    - genre Neopsephus
    - genre Orthostethus
      - Orthostethus sieboldi
        - sous-espèce Orthostethus sieboldi sieboldi

    - genre Panspaeus
      - Panspaeus guttatus

    - genre Parallelostethus
      - Parallelostethus sakishimensis

    - genre Parasilesis
      - Parasilesis musculus
        - sous-espèce Parasilesis musculus musculus

    - genre Procraerus
      - Procraerus helvolus
      - Procraerus kadesanus
      - Procraerus ligatus
      - Procraerus tibialis

    - genre Sadoganus
      - Sadoganus babai

    - genre Sericus
      - Sericus bifoveolatus
      - Sericus incongruus

    - genre Silesis
      - Silesis absimilis
      - Silesis nigriceps
      - Silesis okinawensis
      - Silesis rufipes
      - Silesis sauteri

    - genre Subathous
    - genre Tomicephalus
    - genre Vuilletus
      - Vuilletus crebrepunctatus

    - genre Xanthopenthes
      - Xanthopenthes granulipennis
      - Xanthopenthes robustus

    - non-classé Unclassified Elaterinae

  - sous-famille Hemiopinae
  - sous-famille Hypnoidinae
    - genre Berninelsonius
      - Berninelsonius hyperboreus

    - genre Hypnoidus
      - Hypnoidus bicolor
      - Hypnoidus impressicollis
      - Hypnoidus leei
      - Hypnoidus narynensis

  - sous-famille Lissominae
    - genre Drapetes
    - genre Lissomus
    - genre Semiotus
    - non-classé Unclassified Lissominae

  - sous-famille Melanotinae
    - genre Ludioschema
      - Ludioschema dorsale
      - Ludioschema vittiger

    - genre Melanotus
      - Melanotus arctus
      - Melanotus castanipes
        - sous-espèce Melanotus castanipes matsumurai

      - Melanotus cete
        - sous-espèce Melanotus cete cete

      - Melanotus communis (Gyllenhal, 1817)
      - Melanotus correctus
        - sous-espèce Melanotus correctus correctus

      - Melanotus cribricollis
      - Melanotus cribulosus
      - Melanotus depressus
      - Melanotus dietrichi
      - Melanotus excelsus
      - Melanotus frequens
      - Melanotus hourai
      - Melanotus indistinctus
      - Melanotus koikei
      - Melanotus lameyi
      - Melanotus lanei
      - Melanotus legatus
        - sous-espèce Melanotus legatus leanus
        - sous-espèce Melanotus legatus legatus

      - Melanotus lehmanni
      - Melanotus longulus
        - sous-espèce Melanotus longulus oregonensis

      - Melanotus melli
      - Melanotus nuceus
      - Melanotus opacicollis
      - Melanotus pilosus
      - Melanotus propexus
      - Melanotus similis
      - Melanotus splendidus
      - Melanotus tamsuyensis
      - Melanotus venalis
      - Melanotus verberans
      - Melanotus villosus

    - genre Priopus
      - Priopus angulatus
      - Priopus bibari
      - Priopus ferrugineipennis
        - sous-espèce Priopus ferrugineipennis ferrugineipennis

      - Priopus humeralis
      - Priopus ornatus
      - Priopus pulchellus

  - sous-famille Negastriinae
    - genre Fleutiauxellus
      - Fleutiauxellus cruciatus
      - Fleutiauxellus curatus
        - sous-espèce Fleutiauxellus curatus curatus

      - Fleutiauxellus parvus

    - genre Negastrius
      - Negastrius sabulicola

    - genre Oedostethus
      - Oedostethus telluris

    - genre Quasimus
      - Quasimus carinipennis
      - Quasimus japonicus
      - Quasimus ovalis

    - genre Yukoana
      - Yukoana carinicollis
      - Yukoana shirozuana

    - genre Zorochros
      - Zorochros demustoides

    - non-classé Unclassified Negastriinae

  - sous-famille Oestodinae
    - genre Octinodes

  - sous-famille Oxynopterinae
    - genre Campsosternus
      - Campsosternus argentipilis
      - Campsosternus auratus
      - Campsosternus dohrni
      - Campsosternus fruhstorferi
      - Campsosternus matsumurae

    - genre Ceropectus
      - Ceropectus messi

    - genre Oxynopterus
      - Oxynopterus harmandi

    - genre Pectocera
      - Pectocera fortunei
        - sous-espèce Pectocera fortunei fortunei

  - sous-famille Physodactylinae
    - genre Hemiops
      - Hemiops nigripes

  - sous-famille Prosterninae
    - genre Metanomus
      - Metanomus insidiosus

  - sous-famille Tetralobinae
    - genre Sinelater
      - Sinelater perroti

  - sous-famille Thylacosterninae
    - genre Balgus
      - Balgus eschscholtzi
      - Balgus obconicus
      - Balgus rugosus
      - Balgus schnusei

    - genre Cussolenis
      - Cussolenis attenuatus
      - Cussolenis curtus
      - Cussolenis mutabilis

    - genre Pterotarsus
      - Pterotarsus bimaculatus
      - Pterotarsus histrio

    - genre Thylacosternus
      - Thylacosternus nigrinus

    - non-classé Unclassified Thylacosterninae
- famille Eucnemidae
  - genre Arrhipis
    - Arrhipis anitrae
    - Arrhipis armipennis
    - Arrhipis capucina
    - Arrhipis elegans
    - Arrhipis gaillardi
    - Arrhipis lanieri
    - Arrhipis madagascariensis
    - Arrhipis orientalis
    - Arrhipis senegalensis
    - Arrhipis subacuta
    - Arrhipis vassei

  - genre Bioxylus
  - genre Dromaeolus
  - genre Entomophthalmus
    - Entomophthalmus americanus

  - genre Eucnemis
    - Eucnemis capucina

  - genre Fornax
  - genre Galbites
    - Galbites wallacei

  - genre Hylis
    - Hylis olexai

  - genre Hylochares
    - Hylochares cruentatus

  - genre Idiotarsus
  - genre Isorhipis
    - Isorhipis marmottani

  - genre Melasis
    - Melasis buprestoides

  - genre Microrhagus
    - Microrhagus pygmaeus

  - genre Nematodes
    - Nematodes cuneatus

  - genre Onichodon
    - Onichodon orchesides

  - genre Palaeoxenus
    - Palaeoxenus dohrni

  - genre Protofarsus
    - Protofarsus convexus

  - non-classé Unclassified Eucnemidae
- famille Lampyridae
  - sous-famille Amydetinae
    - genre Amydetes
      - Amydetes fucata

  - sous-famille Cyphonocerinae
    - genre Pollaclasis
      - Pollaclasis bifaria

  - sous-famille Lampyrinae
    - genre Aspisoma
      - Aspisoma lineatum

    - genre Cratomorphus
      - Cratomorphus distinctus

    - genre Diaphanes
      - Diaphanes formosus
      - Diaphanes guttatus
      - Diaphanes lampyroides
      - Diaphanes mendax
      - Diaphanes nubilus
      - Diaphanes pectinealis

    - genre Ellychnia
      - Ellychnia californica
      - Ellychnia corrusca

    - genre Lamprohiza
      - Lamprohiza splendidula

    - genre Lampyris
      - Lampyris iberica
      - Lampyris noctiluca
      - Lampyris sardiniae
      - Lampyris turkestanicus

    - genre Lucidina
      - Lucidina accensa
      - Lucidina biplagiata
      - Lucidina kotbandia
      - Lucidina okadai

    - genre Lucidota
      - Lucidota atra

    - genre Lychnuris
      - Lychnuris formosana

    - genre Macrolampis
      - Macrolampis omissa

    - genre Micronaspis
      - Micronaspis floridana

    - genre Microphotus
      - Microphotus angustus
      - Microphotus chiricahuae
      - Microphotus dilatatus
      - Microphotus fragilis
      - Microphotus octarthrus
      - Microphotus pecosensis

    - genre Nyctophila
      - Nyctophila reichii

    - genre Paraphausis
      - Paraphausis eximius

    - genre Phausis
      - Phausis reticulata

    - genre Phosphaenus
      - Phosphaenus hemipterus

    - genre Photinus
      - Photinus aquilonius
      - Photinus ardens
      - Photinus australis
      - Photinus collustrans
      - Photinus consanguineus
      - Photinus floridanus
      - Photinus greeni
      - Photinus ignitus
      - Photinus indictus
      - Photinus macdermotti
      - Photinus marginellus
      - Photinus obscurellus
      - Photinus punctulatus
      - Photinus pyralis
      - Photinus sabulosus
      - Photinus tanytoxus

    - genre Pleotomodes
      - Pleotomodes needhami

    - genre Pleotomus
      - Pleotomus pallens

    - genre Pristolycus
      - Pristolycus sagulatus
        - sous-espèce Pristolycus sagulatus adachii

    - genre Pyractomena
      - Pyractomena angulata
      - Pyractomena angustata
      - Pyractomena borealis
      - Pyractomena palustris

    - genre Pyrocoelia
      - Pyrocoelia abdominalis
      - Pyrocoelia amplissima
      - Pyrocoelia atripennis
      - Pyrocoelia discicollis
      - Pyrocoelia fumosa
      - Pyrocoelia matsumurai
        - sous-espèce Pyrocoelia matsumurai kumejimensis
        - sous-espèce Pyrocoelia matsumurai matsumurai

      - Pyrocoelia miyako
      - Pyrocoelia motschulskyi
      - Pyrocoelia oshimana
      - Pyrocoelia pectoralis
      - Pyrocoelia praetexta
      - Pyrocoelia pygidialis
      - Pyrocoelia rufa
      - Pyrocoelia thibetana

    - genre Pyropyga
      - Pyropyga decipiens
      - Pyropyga nigricans

    - genre Vesta
      - Vesta saturnalis

  - sous-famille Luciolinae
    - genre Bourgeoisia
    - genre Curtos
      - Curtos bilineatus
      - Curtos costipennis
      - Curtos okinawanus

    - genre Hotaria
      - Hotaria papariensis
      - Hotaria parvula
      - Hotaria tsushimana
      - Hotaria unmunsana

    - genre Lampyroidea
      - Lampyroidea maculata

    - genre Luciola
      - Luciola cerata
      - Luciola cruciata
      - Luciola ficta
      - Luciola filiformis
        - sous-espèce Luciola filiformis yayeyamana

      - Luciola italica
      - Luciola kuroiwae
      - Luciola lateralis
      - Luciola mingrelica
      - Luciola ovalis
      - Luciola owadai
      - Luciola parvula
      - Luciola terminalis
      - Luciola tsushimana

  - sous-famille Ototretinae
    - genre Brachylampis
      - Brachylampis blaisdelli

    - genre Ceylonidrilus
    - genre Drilaster
      - Drilaster axillaris
      - Drilaster borneensis
        - sous-espèce Drilaster borneensis subvittatus

      - Drilaster ohbayashii
      - Drilaster okinawensis

    - genre Flabellotreta
      - Flabellotreta obscuricollis

    - genre Lamellipalpus
      - Lamellipalpus pacholatkoi

    - genre Mimophaeopterus
    - genre Stenocladius
      - Stenocladius azumai
      - Stenocladius flavipennis
      - Stenocladius shirakii
      - Stenocladius yoshikawai

  - sous-famille Photurinae
    - genre Bicellonycha
      - Bicellonycha wickershamorum

    - genre Bicellonychia
      - Bicellonychia lividipennis

    - genre Photuris
      - Photuris congener
      - Photuris pennsylvanica
      - Photuris quadrifulgens
      - Photuris tremulans

  - sous-famille Psilocladinae
    - genre Cyphonocerus
      - Cyphonocerus marginatus
      - Cyphonocerus ruficollis

  - sous-famille Pterotinae
    - genre Pterotus
      - Pterotus obscuripennis

  - non-classé Lampyridae incertae sedis
    - genre Lamprigera
      - Lamprigera yunnana
- famille Lycidae
  - genre Alyculus
    - Alyculus kurbatovi

  - genre Antennolycus
    - Antennolycus constrictus

  - genre Benibotarus
    - Benibotarus nigripennis
    - Benibotarus spinicoxis
    - Benibotarus taygetanus

  - genre Broxylus
    - Broxylus kalamensis
    - Broxylus malinensis
    - Broxylus pendolensis
    - Broxylus pfeifferi

  - genre Caenia
    - Caenia amplicornis
    - Caenia dimidiata

  - genre Calochromus
    - Calochromus rubrovestitus

  - genre Calopteron
    - Calopteron reticulatum

  - genre Cautires
  - genre Cautiromimus
  - genre Cladophorus
  - genre Conderis
    - Conderis rufohumeralis
    - Conderis signicollis

  - genre Dictyoptera
    - Dictyoptera aurora
    - Dictyoptera elegans
    - Dictyoptera speciosa

  - genre Dihammatus
  - genre Dilophotes
    - Dilophotes atrorufus

  - genre Ditua
  - genre Duliticola
  - genre Eropterus
    - Eropterus nothus

  - genre Eurrhacus
  - genre Flagrax
  - genre Helcophorus
  - genre Horakiella
    - Horakiella emasensis

  - genre Idiopteron
    - Idiopteron biplagiatum

  - genre Konoplatycis
    - Konoplatycis otome

  - genre Leptotrichalus
  - genre Libnetis
    - Libnetis granicollis

  - genre Lopheros
  - genre Lycoprogenthes
  - genre Lycostomus
  - genre Lycus
    - Lycus dentipes
    - Lycus fernandezi

  - genre Lyponia
    - Lyponia delicatula

  - genre Lyropaeus
  - genre Macrolibnetis
    - Macrolibnetis depressus

  - genre Macrolycus
    - Macrolycus submontanus

  - genre Mangkutanus
    - Mangkutanus tenggahensis

  - genre Mesolycus
    - Mesolycus atrorufus

  - genre Metanoeus
  - genre Metapteron
  - genre Metriorrhynchus
    - Metriorrhynchus inaequalis
    - Metriorrhynchus lineatus
    - Metriorrhynchus lobatus
    - Metriorrhynchus palawanensis
    - Metriorrhynchus philippinensis
    - Metriorrhynchus sericans
    - Metriorrhynchus sericeus
    - Metriorrhynchus thoracicus

  - genre Microlyropaeus
    - Microlyropaeus dembickyi

  - genre Microtrichalus
  - genre Paratelius
    - Paratelius emasensis
    - Paratelius nigricornis

  - genre Pendola
  - genre Platerodrilus
  - genre Plateros
    - Plateros coracinus

  - genre Platycis
    - Platycis cosnardi
    - Platycis minutus
    - Platycis nasutus

  - genre Ponyalis
    - Ponyalis nigrohumeralis
    - Ponyalis quadricollis

  - genre Porrostoma
    - Porrostoma haemorrhoidalis
    - Porrostoma rhipidium

  - genre Propyropterus
  - genre Pyropterus
    - Pyropterus nigroruber

  - genre Scarelus
    - Scarelus anthracinus
    - Scarelus brastagiensis
    - Scarelus crudus
    - Scarelus longicornis
    - Scarelus sanguineus

  - genre Sulabanus
    - Sulabanus brancuccii
    - Sulabanus cordatus
    - Sulabanus gracilis
    - Sulabanus katarinae
    - Sulabanus lalui
    - Sulabanus lineatus
    - Sulabanus mamasensis
    - Sulabanus similis

  - genre Synchonnus
  - genre Taphes
    - Taphes brevicollis

  - genre Thonalmus
    - Thonalmus hubbardi
    - Thonalmus sinuaticostis

  - genre Trichalus
  - genre Wakarumbia
    - Wakarumbia amporiwensis
    - Wakarumbia aurea
    - Wakarumbia fasciata
    - Wakarumbia fascicularis (nomen nudum)
    - Wakarumbia grisea
    - Wakarumbia kalamensis
    - Wakarumbia kundratai
    - Wakarumbia linearis
    - Wakarumbia mamasensis
    - Wakarumbia monacha (nomen nudum)
    - Wakarumbia montana
    - Wakarumbia nepeensis (nomen nudum)
    - Wakarumbia obstinata
    - Wakarumbia pendolensis
    - Wakarumbia petri

  - genre Xylobanus
    - Xylobanus kundratai
    - Xylobanus panensis
    - Xylobanus taupensis
- famille Omalisidae
  - genre Omalisus
    - Omalisus fontisbellaquei
    - Omalisus sanguinipennis
- famille Omethidae
  - genre Drilonius
    - Drilonius striatulus

  - genre Ginglymocladus
  - genre Troglomethes
    - Troglomethes leechi
- famille Phengodidae
  - sous-famille Mastinocerinae
    - genre Brasilocerus
    - genre Mastinocerus

  - sous-famille Phengodinae
    - genre Euryopa
      - Euryopa laurae

    - genre Phengodes
    - genre Phrixothrix
      - Phrixothrix hirtus
      - Phrixothrix vivianii

    - genre Pseudophengodes
      - Pseudophengodes brasiliensis

    - genre Taximastinocerus
    - genre Zarhipis
      - Zarhipis integripennis

  - sous-famille Rhagophthalminae
    - genre Bicladodrilus
    - genre Mimochotyra
    - genre Ochotyra
    - genre Rhagophthalmus
      - Rhagophthalmus lufengensis
      - Rhagophthalmus ohbai

    - non-classé Unclassified Rhagophthalmidae
- famille Telegeusidae
  - genre Telegeusis
    - Telegeusis nubifer
- famille Throscidae
  - genre Aulonothroscus
  - genre Trixagus
    - Trixagus carinifrons
    - Trixagus dermestoides
    - Trixagus meybohmi
    - Trixagus obtusus
    - Trixagus turgidus

Selon Paleobiology Database (22 août 2014) :
- Anischiinae
- Artematopodidae
- Brachypsectridae
- Cantharidae
- Cebrionidae
- Cerophytidae
- Drilidae
- Elateridae
- Eucnemidae
- Eudicronychinae
- genre Grammocolous
- Lampyridae
- Lebanophytidae
- Lycidae
- genre Microcoleus
- Omalisidae
- Omethidae
- Phengodidae
- Plastoceridae
- Subprotelaterinae
- Telegeusidae
- Throscidae